# Orde de canonges regulars
Un orde de canonges regulars (o Ordo Canonicorum Regularium en llatí) és un orde religiós format pels canonges (és a dir, preveres) d'una comunitat (una canonja, una catedral, etc.) que observen la vida en comú, segons una regla, i la combinen amb l'ofici clerical i la vida apostòlica. Les branques femenines són les anomenades canongesses.
El seu origen està en els capítols catedralicis, on els canonges van formar comunitats vivint junts. Majoritàriament, van seguir la Regla de Sant Agustí. Van ser l'origen d'alguns ordes monàstics, que n'imitaren la manera de viure.
No són comunitats monàstiques, ja que l'objectiu no és la vida contemplativa ni l'allunyament del món, sinó el ministeri públic dels sagraments i l'apostolat. Tampoc no són clergues regulars, ja que al contrari d'aquests, els canonges regulars estan vinculats a un lloc i una comunitat determinada i fan la litúrgia de les hores en comunitat. Els canonges seculars, per contra, pertanyen a una comunitat de preveres vinculada a una església, però no han pres vots de viure en comunitat.

## Canonges regulars
Els Canonges Regulars de Sant Agustí, també anomenats canonges agustins o canonges agustinians són un dels ordes de ritu llatí més antics. Els canonges viuen junts i fan vots de castedat, pobresa (només poden tenir propietats comunitàries) i obediència, com els altres ordes religiosos. Algunes congregacions de canonges també fan vot d'estabilitat, comprometent-se a no deixar la casa a la qual s'integren.
El canonge ha de conrear, segons Sant Agustí, "sanctitatem et clericatum" (santedat i clergat): viu en comunitat, fa la vida d'un religiós, recita diàriament l'ofici diví al cor, amb altres canonges, però alhora fa predicació, ensenya i administra els sagraments, o dona assistència a pelegrins i viatgers o malalts, mantenint hospitals i asils als quals són vinculats i formen el centre de la comunitat.
L'hàbit característic dels canonges regulars és el roquet, que de vegades és substituït per una estola posada a les espatlles. Habitualment, porten hàbit blanc i sobrevesta negra, o sotana com els clergues seculars.
Han estat canonges regulars: Adrià IV, Tomàs de Kempis o Erasme de Rotterdam.

## Història
Els orígens de les comunitats canonicals han estat discutits. Alguns autors, com Joachin Marquez, sostenen que s'originen cap al 1100. Se sap que l'any 763, Crodegang, bisbe de Metz, va reunir els clergues de la catedral al seu voltant, vivint en comunitat i sota una regla i una disciplina que van quedar recollides als concilis d'Aquisgrà de 789 i de Magúncia de 813. Les primeres comunitats canòniques remuntaven els seus orígens a Agustí d'Hipona, que en alguns escrits exposa aquest tipus de comunitat com a model de vida.

### Precedents
Als primers segles de l'Església, es donaven dues maneres de vida consagrada: l'ordo canonicus i l'ordo monasticus. Entre els segles iii i iv van aparèixer els eremites o anacoretes i, poc després, els monjos, dedicats, uns en solitari i altres en comunitat, però apartats del món, a la pregària i al conreu de la perfecció de la vida espiritual. En l'altre extrem, els sacerdots, immersos de ple a la societat, es dedicaven a la cura de les ànimes de les seves parròquies i a les tasques pastorals, a més de col·laborar en les activitats del bisbe de la seva diòcesi.
També hi ha constància de comunitats de clergues establertes a diversos llocs, com la de Sant Marc a Alexandria, Sant Crescenci a la Gàl·lia, Sant Sadurní a Espanya o Sant Matern a Alemanya. Igualment, Sant Eusebi a Vercelli i Sant Ambrós a Milà van encoratjar aquestes comunitats canòniques als capítols de les catedrals respectives. Segons això, Sant Agustí només va deixar constància de l'existència de les comunitats i va contribuir a restaurar-les i a promoure-les.
Agustí d'Hipona valorava positivament l'estil de vida en comú dels monjos i les possibilitats d'enriquiment espiritual que comportava; va proposar als seus escrits que els sacerdots d'una diòcesi es reunissin i visquessin en comunitat secundum regulam sub sanctis Apostolis constitutam ("segons la regla establerta pels sants apòstols"), seguint una regla de vida, combinant i conciliant la pregària i la vida monàstica amb la vida apostòlica: era el que anomenava "un monestir de clergues", que duria a la pràctica el projecte de vida comunitària dels primers cristians de Jerusalem, descrit als Fets dels Apòstols, cap. 2, 42-44.
Generalment, durant l'Edat mitjana es remuntava l'origen de les comunitats a aquests precedents apostòlics i, en qüestions de precedència, es donava la primacia als canonges regulars per sobre dels benedictins, considerades com el primer orde monàstic encara vigent.
La regla aquisgranesa sorgí d'un concili que, a requeriment de l'emperador Lluís el Piadós, se celebrà l'any 816 a Aquisgrà sota la inspiració de Benet d'Anià, en la qual, basant-se en la mateixa tradició carolíngia i en la via que dos segles enrere havia obert sant Isidor de Sevilla, hom elaborà una regla que pretenia superar l'anarquia dels diversos costums canonicals, la confusió creixent entre clergues i monjos, i també reforçar els febles lligams comunitaris que aleshores hi havia entre els canonges. Per disposició imperial o per extensió pròpia aquest ideal de vida, la regla d'Aquisgrà fou establerta progressivament a les diverses canòniques existents adaptada a les característiques de cada casa. L'extensió de la regla aquisgranesa arribà gairebé a influir sobre el model de vida de totes les canòniques de l'antic Imperi Carolingi, fins a la reforma gregoriana de la fi del segle xi.

### Consolidació i divisió alseglexi
Estaven compostes per canonges que seguien una regla de vida en comú, van ser les primeres comunitats de canonges regulars. Vivien plegats en una domus canonica o residència i estaven inscrits a l'elenc o llista (canon) d'una església local, on feien el seu servei.
Iu, bisbe de Chartres va promoure l'orde a Itàlia mitjançant la Congregació del Beat Pere de Honestis i la Congregació de Sant Ruf. A partir del Sínode del Laterà del 1059 es van separar els canonges seculars (canonici saeculares, de la diòcesi, que vivien cadascú separat dels altres) i els regulars (canonici regulares, que vivien en comunitat i seguien una regla). Els canonges regulars, mitjançant diverses reformes, van adquirir una identitat diferenciada, amb un carisme propi: ajustar-se a les normes i costums de vida dels Sants Pares tot seguint la Regla de Sant Agustí.
En temps de la reforma gregoriana rebé el seu estatut canònic de mans del papa Urbà II (1088-99), recollint les experiències dels canonges de sant Ruf d'Avinyó, fundats el 1039.
Els segles XI i xii són el període de més floriment de les comunitats canonicals o canòniques, que gaudien d'un grau d'autonomia considerable. Les principals congregacions foren: 
- la del Santíssim Salvador del Laterà o de canonges lateranesos que el 1299 es convertiren en canonges seculars;
- la de Sant Ruf d'Avinyó, que tingué un fort influx a Catalunya: Sant Oleguer en fou abat abans d'esser bisbe de Barcelona;
- la de Sant Bernat de Menton, als Alps (1081), famosa per llurs hospitals de muntanya;
- la de Marbach (1094), la regla de la qual fou acceptada per moltes de les canòniques alemanyes;
- la de Sant Antoni de Viena (1095), orde hospitaler;
- la de Sant Víctor (1110), prop de París, bressol de l'escola teològica i mística victoriana;
- la del Sant Sepulcre, fundada el 1114 i que el 1489 s'uní als Hospitalers de Sant Joan;
- la de Sant Maurici d'Agaune, a Suïssa (1124);
- la de Sant Eloi de Lleó, que el 1170 s'incorporà als cavallers de Santiago;
- la dels gilbertins d'Anglaterra (1189);
- la de Windesheim, el 1387, important pel moviment de la devotio moderna.

La Regla tenia al segle xi diverses redaccions que va donar lloc a congregacions diverses. La primera parla de l'ordo monasterii i va donar origen a l'anomenat ordo novus(ja que va ser l'últim que es va aplicar), d'una gran austeritat monàstica, on s'integren els premonstratencs, els Canonges de Sant Ruf o els Canonges d'Arrouaise. La segona només incloïa la regla i no era tan rigorosa i va donar lloc a l'ordo antiquus, que havien seguit els canonges lateranesos o els de Sant Maurici.
Aviat van sorgir polèmiques entorn de la interpretció de la regla. Els canonges de l'ordo antiquus vivien en una austeritat moderada, mentre que els de l'ordo novus promovien una severitat major seguint el model cistercenc: abstinència perpètua, dejú continuat, etc. L'ordo antiquus es va imposar al sud d'Europa, mentre que l'ordo novus es va difondre més a les zones rurals del nord d'Europa. Després de diversos intents d'altres papes, Innocenci II va imposar el 1137 que s'abandonés l'ordo novus i s'adoptés arreu la regla menys rígida.

## Canongesses regulars
Els canonges regulars també tenen una branca femenina, la de les canongesses, amb regles, constitucions i origen comuns. Els esments antics de Sant Agustí o Sant Basili a comunitats de perfecció fan referència tant a homes com a dones. Moltes comunitats canòniques masculines tenien la seva contrapartida femenina.
En són exemples les canongesses de Santa Brígida d'Irlanda o les comunitats dobles de la Congregació Gilbertina. La seva existència va tenir irregularitats, com als ordes masculins; cap als segles x i xi, moltes canongesses regulars es van convertir en canongesses seculars: tot i viure en un mateix recinte, el vot de pobresa no era obligat, ni el de fer en comunitat els àpats.
Moltes comunitats de canongesses van prendre el nom i la regla de vida de les congregacions masculines. Avui, formen part de les mateixes congregacions de canonges regulars que els homes.
Algunes fan vida contemplativa, com els convents de Newton Abbot (Anglaterra), Santa Pudenziana (Roma) o Hernani (País Basc). Altres fan assistència hospitalària o a necessitats i altres es dediquen prioritàriament a l'ensenyament, com les canongesses de la Congregació de Notre-Dame (fundada el 1597 a Mattaincourt, Lorena).

## Actualitat
Els canonges regulars són, avui, l'orde religiós catòlic amb menys membres. Tot i que, al segle xx, un sector dels sacerdots han clamat per la necessitat d'una vida comunitària, això no ha implicat el retorn a les comunitats canòniques. Les que hi ha tenen una naturalesa a mig camí entre les comunitats monàstiques i les societats de vida apostòlica i inclouen no només sacerdots, sinó també laics coadjutors.
Els ordes de canonges regulars existents avui són:
- Canonges Regulars de Sant Agustí Confederats (Sacer et Apostolicus Ordo Canonicorum Regularium Sancti Augustini), una federació formada per Joan XXIII en 1959 de la qual formen part les congregacions: del Santíssim Salvador del Laterà, amb una branca austríaca unida l'any 1907 (els Canonges Regulars de la Congregació Austríaca del Laterà); la de Sant Maurici d'Agaune i la de Sant Bernat de Menton, a les que van unir-se posteriorment les confederacions de: Windesheim, reconstituïda l'any 1961; els Canonges de la Immaculada Concepció, fundada en 1866; els Canonges de Maria Mare del Redemptor; els Canonges Regulars dels Germans de la Vida en Comú i els de Sant Víctor.

- Canonges Regulars Premonstratencs;
- Canonges Regulars de l'Orde Teutònic;
- Canonges Regulars de l'Orde de la Santa Creu;
- Canonges Regulars de la Santa Creu;
- Canonges de la Santa Creu de l'Estrella Vermella;
- Canonges regulars de la Mare de Déu.

Entre els ordes canonicals ja extints, a més dels ja citats, n'hi ha: Canonges Regulars de Sant Antoni de Viena, Canonges Regulars de Santa Maria in Porto, Canonges Regulars de San Giorgio in Alga, Canonges de Sant Joan Evangelista, Canonges Regulars de Val-des-Écoliers i d'altres.
Moltes d'aquestes branques tingueren les corresponents canongesses. Avui en resten les congregacions, també federades, de Sant Agustí, del Sant Sepulcre, de Sant Víctor, de Windesheim-Laterà, a les quals cal afegir les Hospitalàries de la Misericòrdia (França) i de la congregació del Sant Esperit de Saxònia (Polònia).